# Лодевейк Прінс
Лодевейк Прінс (нід. Lodewijk Prins; 27 січня 1913 — 11 листопада 1999) — нідерландський шахіст і шаховий журналіст. Чемпіон Нідерландів 1965 року. Міжнародний арбітр (1960), міжнародний гросмейстер (1982). Заступник головного судді в матчі за титул чемпіона світу Карпов — Каспаров (1985).
Учасник 12 олімпіад (1937—1968) і міжзонального турніру (1952). Найкращі результати в міжнародних турнірах:
- Ебензе (1933) — 2-е місце;
- Бірмінґем (1937) — 1—2-е,
- Бірмінґем (1939) — 1-е;
- Хіхон (1947) — 1—2-е;
- Бевервейк (1948, 1954) — 1-е і 3-є;
- Рогашка-Слатіна (1948) — 3-є;
- Неймеген (1948) — 1-е;
- Венеція (1949) — 3-є;
- Мадрид (1951) — 1-е;
- Таррахона (1954) — 1-е;
- Травемюнде (1954) — 3-е м.